# Damian (biskup koptyjski)
Damian – duchowny Koptyjskiego Kościoła Ortodoksyjnego, od 2013 biskup Północnych Niemiec. Posługę rozpoczął w 1992 r. jako mnich w Wadi an-Natrun. Sakrę otrzymał 11 czerwca 1995 roku z rąk Szenudy III i mianowany został biskupem Niemiec. W 2013 roku został biskupem diecezji Północnych Niemiec.
W 2017 r. odwiedził Polskę, uczestniczył we Mszy świętej w poznańskiej katedrze.